# Lord Borthwick
Il Lord Borthwick è un titolo nobiliare della parìa di Scozia creato nel 1452 da re Giacomo II di Scozia per William Borthwick, I lord Borthwick. 
Lo storico Alexander Nisbet riferisce che "il primo membro di questa antica e nobile famiglia venne dall'Ungheria in Scozia al seguito della regina Margaret, durante il regno di Malcolm Canmore, anno Domini 1057. Un Thomas de Borthwick è menzionato in un documento di Sir Robert Lauder di Quarrelwood, durante il regno di Alessandro II".

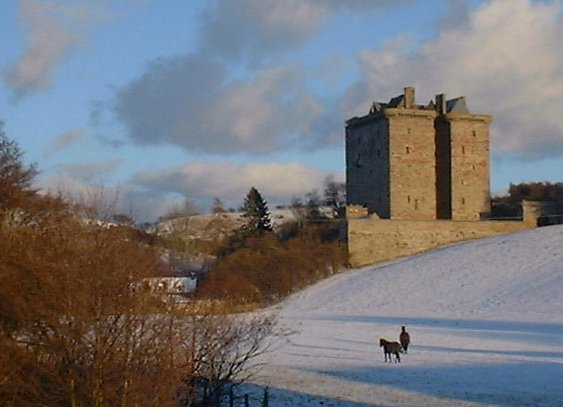
Il castello di Borthwick, antica sede della famiglia Borthwick.

Sir William de Borthwick of that Ilk venne creato Lord of Parliament come Lord Borthwick, (William Borthwick, I lord Borthwick), ma non è chiaro quando il titolo venne creato con esattezza. Nisbet disse a tal proposito: "non esistono lettere patenti che costituiscano ufficialmente tale titolo".
Anderson suppone che la data della concessione sia da ritenersi "al 1424 circa", Brown riporta come anno il 1438, Leeson il 1452, ed il Burke's Peerage and Baronetage e l'opera dello storico Pine che riferisce la data esatta del 12 giugno 1452. Ad ogni modo, Alexander Nisbet, scrivendo nel 1722 diceva: "questa famiglia è stata onorata del titolo di lord Borthwick all'inizio del regno di Giacomo II di Scozia" che iniziò nel 1437, in accordo con la tesi di Brown.
Nel parlamento tenutosi nel 1469 ad Edimburgo alla presenza di Giacomo III di Scozia, lord Borthwick venne posto in precedenza dopo lord Halyburton (cr.1441). Nel parlamento del 1471 viene indicato come quarto in ordine di precedenza dopo lord Glamis (cr.1445).
La cronologia dei lords Borthwick presenta inoltre dei problemi dal momento che i primi sette detentori del titolo avevano tutti il nome di William. Del primo di questi, Burke (1999) si limita a dire: "ottenne il cavalierato nel 1430; [...]. Si sposò ed ebbe eredi". Anderson aggiunge "il primo lord Borthwick morì prima del 1458".

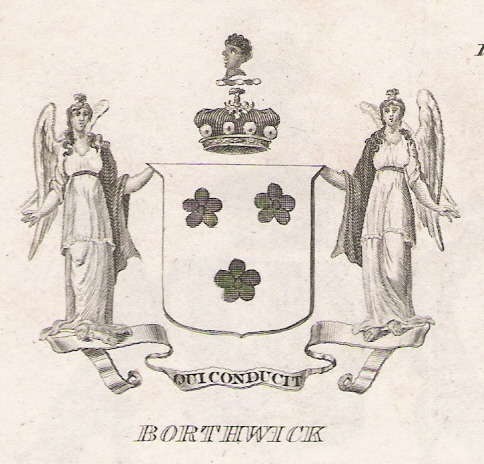
Lo stemma della famiglia come riportato nell'opera di Brown dal titolo Peerage of Scotland, 1834

Suo figlio, il secondo Lord (William Borthwick, II lord Borthwick), fu ambasciatore scozzese in Inghilterra nonché Master of the Household di re Giacomo III di Scozia. Questi venne succeduto da suo figlio, William Borthwick, III lord Borthwick, che molti riportano come morto nella battaglia di Flodden del 1513 anche se il Complete Peerage citato da Pine riporta come "ciò non sia credibile". Suo figlio, William Borthwick, IV lord Borthwick, divenne tutore dell'infante Giacomo V di Scozia.
Il IX lord fu un realista durante la guerra dei tre regni. Ad ogni modo alla sua morte nel 1675 la linea maschile derivata dal terzo lord si estinse. I possedimenti dei Borthwick passarono a suo nipote John Dundas, figlio di sua sorella Margaret Borthwick, mentre la signoria rimase quiescente.
Il titolo rimase quiescente per i successivi 87 anni e passò in pretesa ad un parente dell'ultimo lord, William Borthwick, de jure X lord. Questi era figlio William Borthwick, V lord di Soltray (Soutra) e Johnstonburn, figlio primogenito di William Borthwick, IV lord di Soltray e Johnstonburn, pronipote di William Borthwick, I lord di Soltray, figlio di Alexander Borthwick, figlio terzogenito del II lord Borthwick.
Suo figlio, de jure XI lord, fu colonnello dell'esercito e venne ucciso nel corso della battaglia di Ramillies nel 1706. Alla sua morte il diritto di successione alla signoria passò a suo cugino Henry Borthwick, de jure XII lord. Questi era nipote di Alexander Borthwick, figlio minore del già menzionato William Borthwick, IV lord di Soltray e Johnstonburn. Henry fu capitano dell'esercito scozzese e come suo cugino combatté nella battaglia di Ramillies. Morì per le ferite subite sul campo dopo lo scontro (quattro giorni dopo suo cugino). Alla sua morte il diritto passò al suo primogenito William, de jure XIII lord, e poi al fratello minore di questi Henry. Quest'ultimo reclamò il titolo presso la Camera dei lord nel 1762, e venne riconosciuto ufficialmente come XIV lord Borthwick. Ad ogni modo alla sua morte nel 1772 il titolo divenne nuovamente quiescente.
La pretesa passò quindi a un parente dell'ultimo lord, Patrick Borthwick, de jure XV lord. Questi era discendente di Alexander Borthwick, I lord di Reidhall e Sauchnell, figlio minore di William Borthwick, III lord di Soltray e Johnstonburne, nipote di William Borthwick, I lord di Soltray, già citato. Suo figlio Archibald, de jure XVI lord, chiese alla camera dei lord il diritto a reclamare il suo titolo nel 1808 ma senza successo. Suo figlio Patrick, de jure XVII lord, non riuscì nemmeno lui a reclamare il titolo nel 1816. Ad ogni modo, suo figlio minore Cunninghame ottenne finalmente il riconoscimento dalla camera dei lords nel 1870 e divenne il XIX lord Borthwick. Dal 1880 al 1885 sedette nella camera dei lords come pari di Scozia. Suo figlio, il XX lord, fu un pari di Scozia tra il 1906 ed il 1910. Quando questi morì nel 1910 la parìa venne quiescente nuovamente.
Le pretese passarono al suo distante parente William Henry Borthwick, de jure XXI lord. Questi era discendente di John Borthwick, I lord di Crookston, figlio minore del I lord. Suo nipote John Henry Stuart Borthwick pretese il titolo presso il Lord Lyon nel 1986, e divenne XXIII lord Borthwick. Come capo del Clan Borthwick il titolare ha anche i titoli feudali di barone di Heriotmuir e Laird di Crookston.
La sede della famiglia è il castello di Borthwick, presso Borthwick, Midlothian.

## Lords Borthwick (1452)

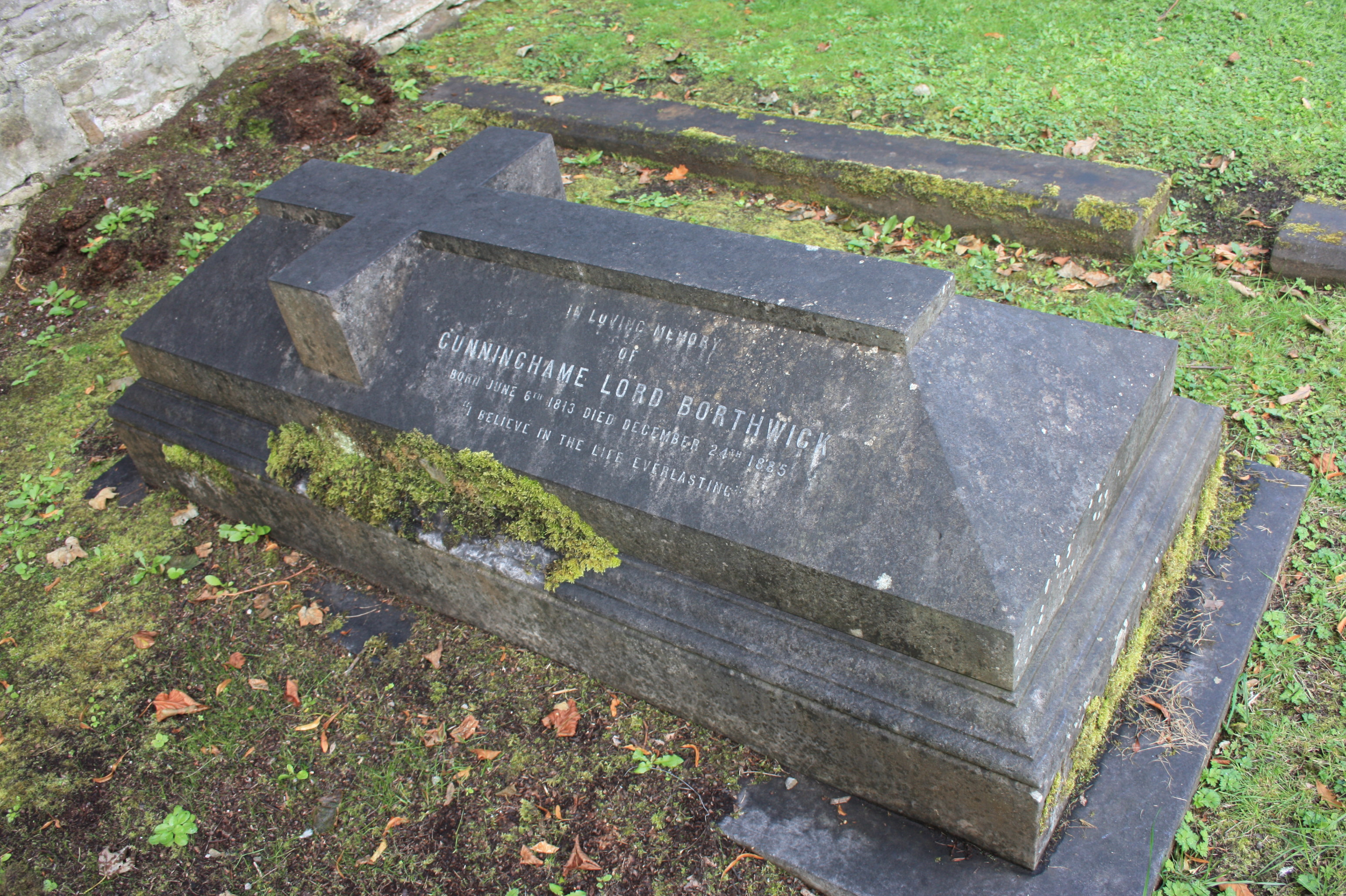
La tomba di Cunninghame, XIX lord Borthwick, Dean Cemetery, Edimburgo

- William Borthwick, I lord Borthwick (m. 1470)
- William Borthwick, II lord Borthwick (m. 1484)
- William Borthwick, III lord Borthwick (m. 1513)
- William Borthwick, IV lord Borthwick (m. 1543)
- John Borthwick, V lord Borthwick (m. 1566)
- William Borthwick, VI lord Borthwick (m. 1582)
- James Borthwick, VII lord Borthwick (1570–1599)
- John Borthwick, VIII lord Borthwick (m. 1623)
- John Borthwick, IX lord Borthwick (1616–1675) (quiescente dal 1675)
- William Borthwick, de jure X lord Borthwick (m. 1690)
- William Borthwick, de jure XI lord Borthwick (1666–1706)
- Henry Borthwick, de jure XII lord Borthwick (m. 1706)
- William Borthwick, de jure XIII lord Borthwick (m. 1723)
- Henry Borthwick, XIV lord Borthwick (m. 1772) (confermato al titolo nel 1762; quiescente dal 1772)
- Patrick Borthwick, de jure XV lord Borthwick (m. 1772)
- Archibald Borthwick, de jure XVI lord Borthwick (1732–1815)
- Patrick Borthwick, de jure XVII lord Borthwick (1779–1840)
- Archibald Borthwick, de jure XVIII lord Borthwick (1811–1863)
- Cunninghame Borthwick, XIX lord Borthwick (1813–1885) (confermato al titolo nel 1870)
- Archibald Patrick Thomas Borthwick, XX lord Borthwick (1867–1910) (quiescente dal 1910)
- William Henry Borthwick, de jure XXI lord Borthwick (1832–1928)
- Henry Borthwick, de jure XXII lord Borthwick (1868–1937)
- John Henry Stuart Borthwick, XXIII lord Borthwick (1905–1996) (confermato al titolo nel 1986)
- John Hugh Borthwick, XXIV lord Borthwick (n. 1940)

L'erede presunto è il fratello gemello dell'attuale detentore del titolo James Henry Alexander Borthwick di Glengelt, Master di Borthwick (n. 1940), il quale ha discendenza.